# Mayumi
Mayumi (jap. まゆみ, マユミ) – głównie żeńskie imię japońskie, rzadko noszone przez mężczyzn.

## Możliwa pisownia
Mayumi można zapisać, używając wielu, różnych znaków kanji i może znaczyć m.in.:
- 真弓, "prawda, ukłon"
- 真優美, "prawda, delikatny, piękno"[1]
- 真由美, "prawda, powód, piękno"
- 真有美, "prawda, istnieć, piękno"
- 眞由美, "prawda, powód, piękno"
- 麻由美, "konopie, powód, piękno"

## Znane osoby
- Mayumi Aoki (まゆみ), japońska pływaczka
- Mayumi Asaka (真由美), japońska aktorka
- Mayumi Asano (まゆみ), japońska seiyū
- Mayumi Azuma (まゆみ), japońska mangaka
- Mayumi Horikawa (まゆみ), japońska modelka i piosenkarka
- Mayumi Iizuka (雅弓), japońska aktorka i piosenkarka
- Mayumi Ichikawa (麻由美), japońska biegaczka długodystansowa
- Mayumi Moriyama (真弓), japońska polityk
- Mayumi Narita (真由美), japońska pływaczka
- Mayumi Ōzora (眞弓), japońska aktorka
- Mayumi Sada (真由美), japońska aktorka
- Mayumi Shintani (真弓), japońska aktorka i seiyū
- Mayumi Suzuki, japońska seiyū
- Mayumi Tanaka (真弓), japońska seiyū
- Mayumi Toba (真由美), japońska mangaka, tworząca pod pseudonimem Kanan Minami
- Mayumi Wakamura (麻由美), japońska aktorka
- Mayumi Yamaguchi (眞弓), japońska seiyū
- Mayumi Yamamoto (真由美), japońska aktorka

## Fikcyjne postacie
- Mayumi Tendo (真弓), bohaterka serii Battle Royale
- Mayumi Kinniku (真弓), bohater mangi i anime Kinnikuman, Ultimate Muscle
- Mayumi Thyme (真弓), bohaterka gry visual novel SHUFFLE!